# Martino Gamper
Martino Gamper (né à Mérano en 1971) est un designer italien basé à Londres  reconnu à travers son projet 100 Chairs in 100 Days . 

## Biographie
Martino Gamper a étudié à Vienne , où il est diplômé de l'Académie des Beaux-Arts de Vienne. Il a ensuite travaillé pendant une courte période à Milan puis s'est rendu à Londres. Il a travaillé pour la société britannique de meubles « Ercol ».
Gamper est marié au sculpteur Francis Upritchard . Il est également tuteur au Royal College of Art de Londres .
En 2007, Gamper est devenu internationalement connu pour son projet 100 Chairs in 100 Days et ses 100 Ways, qui a débuté en 2005 . Il a utilisé 100 chaises jetés dans des déchets et les a assemblés dans de nouvelles combinaisons. Le projet a d'abord été présenté à Londres, puis à la Triennale 2009 à Milan et a finalement été exposé au Yerba Buena Center for the Arts de San Francisco , en Californie , fin 2010 . En 2011, il a conçu l'espace public Passage au Museion de Bolzano, qui peut également être utilisé par les résidents de la ville et les visiteurs à des fins privées.

## Créations
Ce groupe d'œuvres a été exposé en 2007 à Londres, à la Triennale de Milan en 2009  et au YBCA de San Francisco fin 2010.  
Martino Gamper a également été publié par Dent-De-Leone sous forme de livre, 100 Chairs in 100 Days et ses 100 Ways, récemment réédité sous forme de livre de poche.   
Le projet 100 Chairs a été décrit par Gamper comme Dessin 3D et est typique de la pratique de Gamper du fait qu'il montre un mépris pour les normes traditionnelles de conception  d'harmonie et de symétrie. Gamper a déclaré « Il n'y a pas de chaise parfaite ». 

## Expositions
- 2007 : 100 chaises en 100 jours et ses 100 façons , Londres, puis Milan et San Francisco.
- 2009 : London Design Festival au V&A [4].
- 2009 : Exposition du British Council Get It Louder à Pékin, Shanghai et Guangzhou,
- 2009 :Autoprogettazione Revisited: Meubles faciles à assembler à l'Architectural Association, Londres, en octobre 2009
- 2009 :Super Contemporary au Design Museum, Londres, en octobre 2009.
- 2014 : Martino Gamper/Design Is a State of Mind, Serpentine Galleries, London, puis Museion, Bolzano.

## Publications
- 100 Chairs in 100 Days and its 100 Ways, publié par Dent-De-Leone, conçu par Åbäke,  (ISBN 978-0-9557098-1-4)
- Piccolo Volume II, publié par Nilufar & Dent-De-Leone, conçu par Åbäke,  (ISBN 978-0-9561885-1-9)